# Millen-Bruch

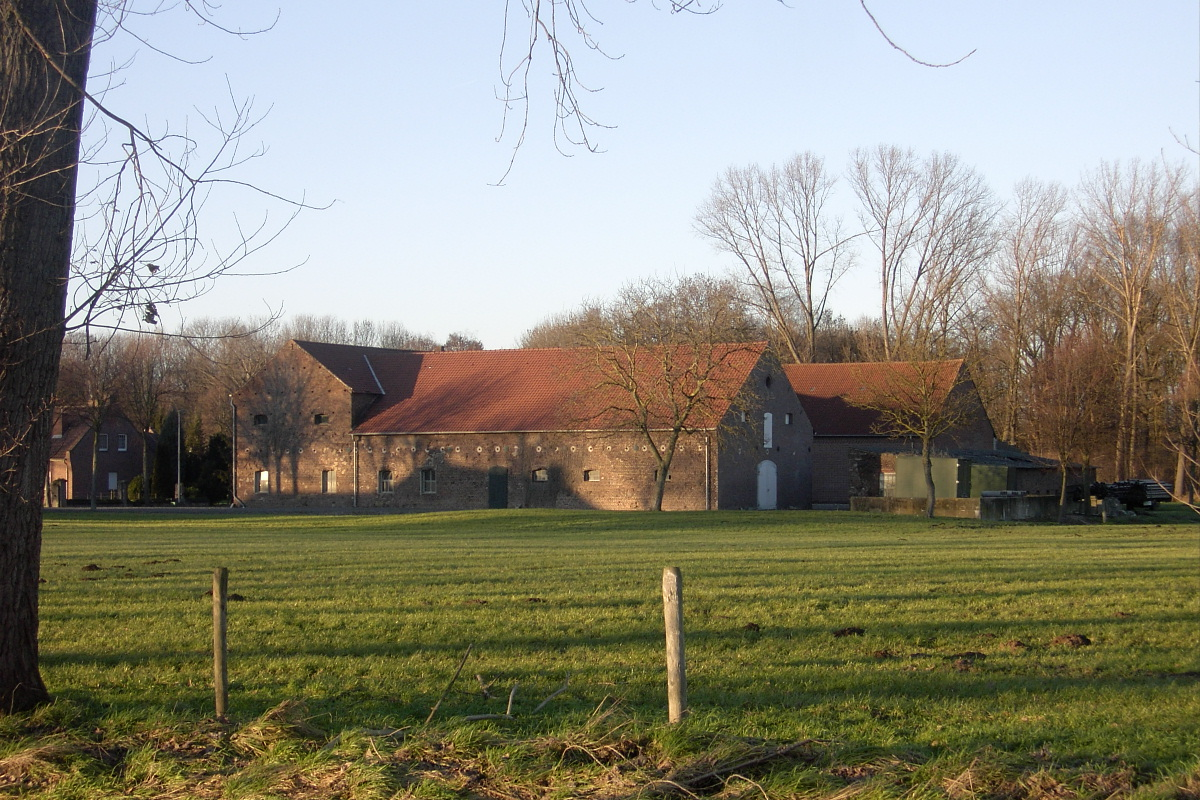
Haus Alfens

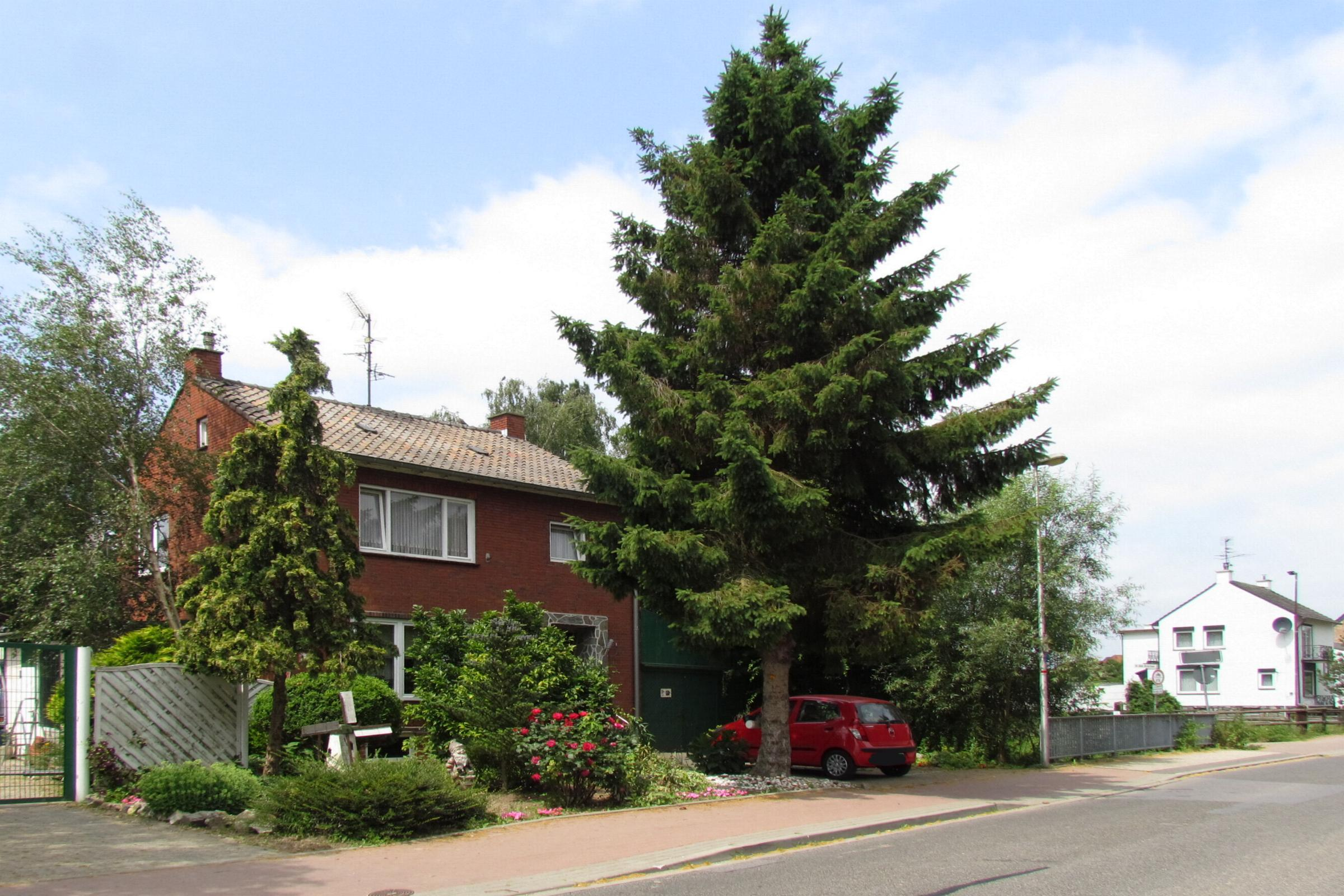
Ortsbebauung

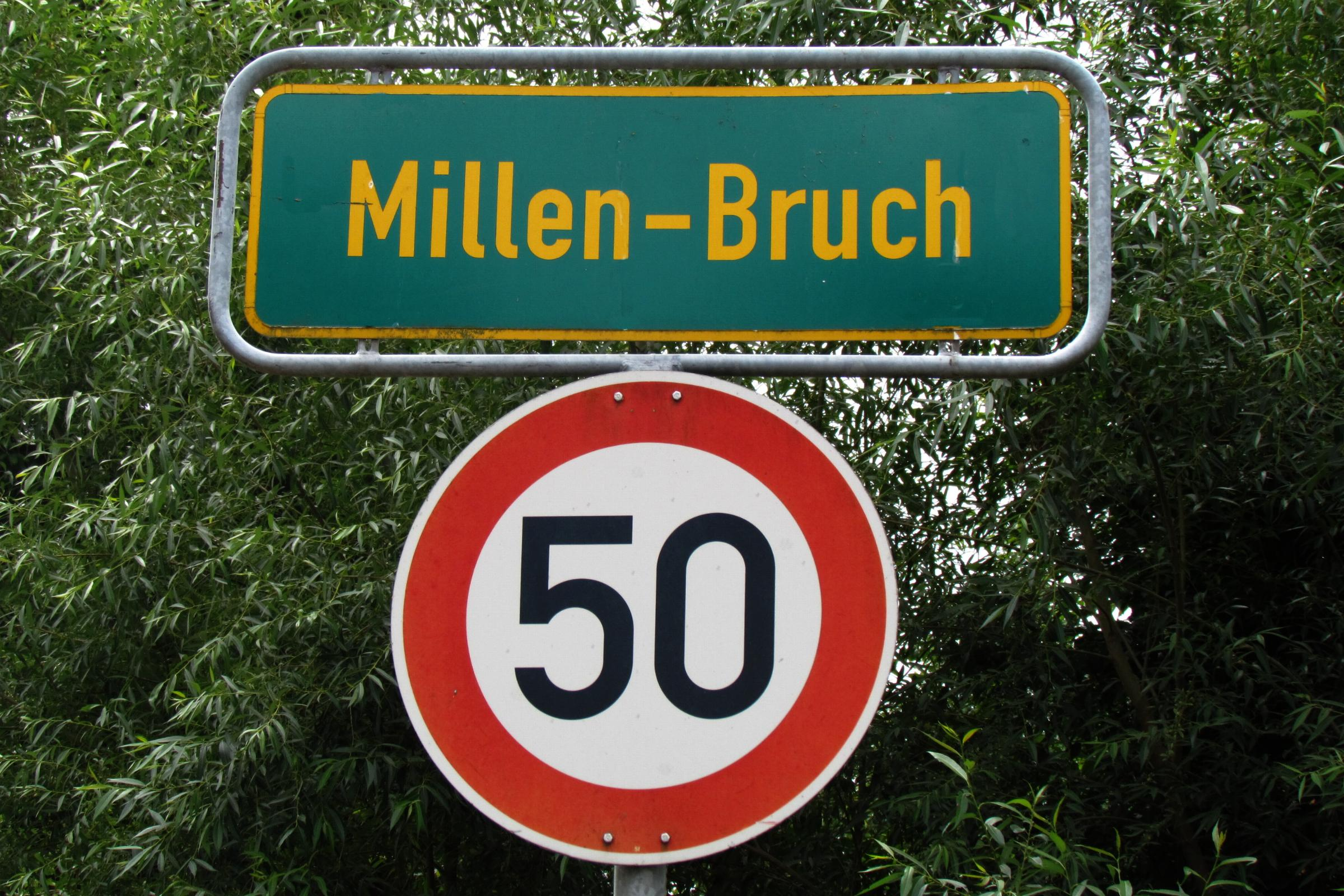
Ortsschild

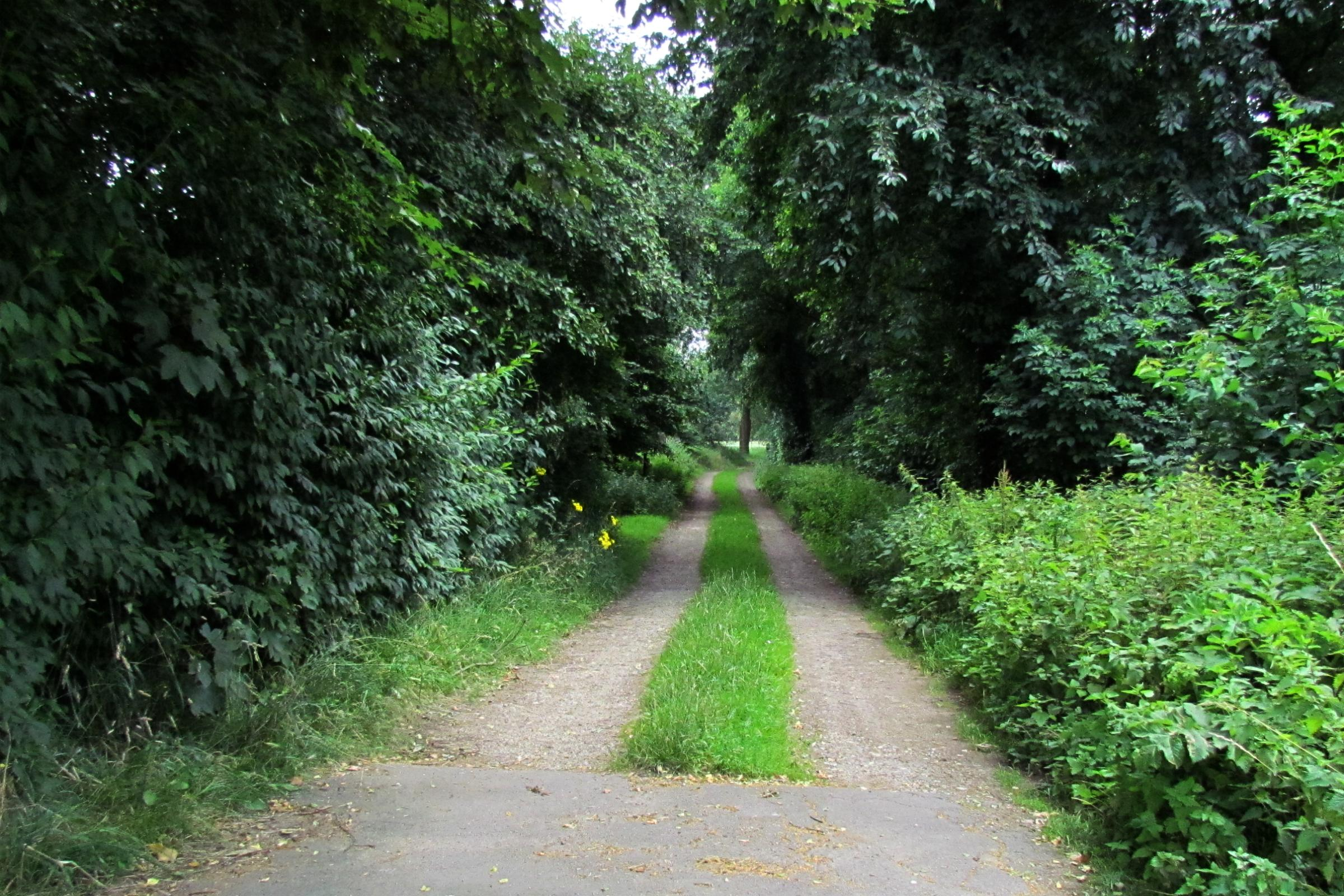
Weg ins Grüne

Millen-Bruch ist eine Ortschaft der Gemeinde Selfkant im Kreis Heinsberg in Nordrhein-Westfalen.

## Geographie

### Lage
Millen-Bruch liegt im nordwestlichen Gebiet der Gemeinde Selfkant unweit der deutsch-niederländischen Grenze zwischen Havert und Millen. Mit Haus Alfens gibt es dort ein altes Gehöft.

### Gewässer
Bei Starkregen und bei Schneeschmelze fließt das Oberflächenwasser aus den Bereich Millen-Bruch über den Saeffeler Bach in den Rodebach (GEWKZ 281822) und dann weiter in die Maas. Der Rodebach hat eine Länge von 28,918 km bei einem Gesamteinzugsgebiet von 173,385 km².

### Nachbarorte
| Isenbruch       | Schalbruch                                  | Havert |
| Nieuwstadt (NL) | Kompassrose, die auf Nachbargemeinden zeigt | Stein  |
| Millen          | Tüddern                                     | Höngen |

### Siedlungsform
Millen-Bruch ist eine verstreute Siedlung in Anlehnung an den Ort Havert.

## Geschichte

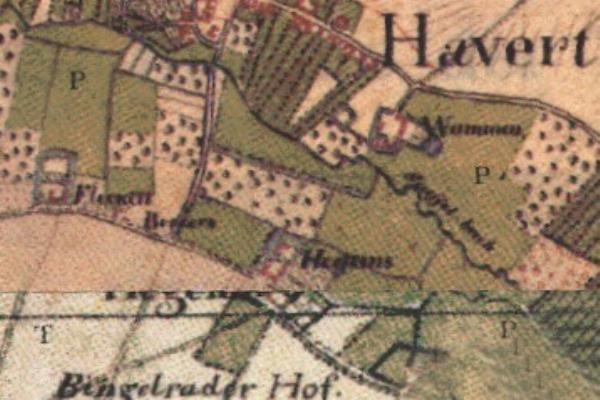
Millen-Bruch auf der Tranchotkarte 1803–1820

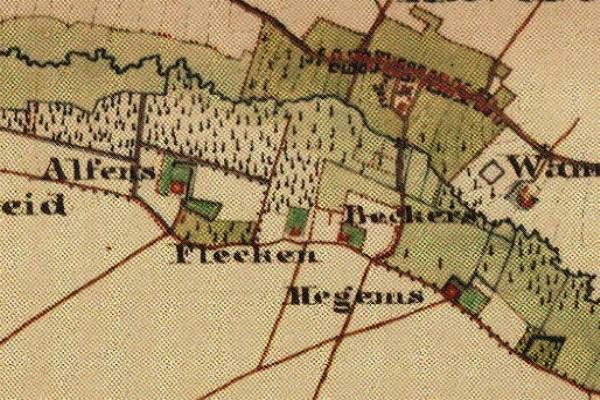
Millen-Bruch auf der Urkatasterkarte von 1846

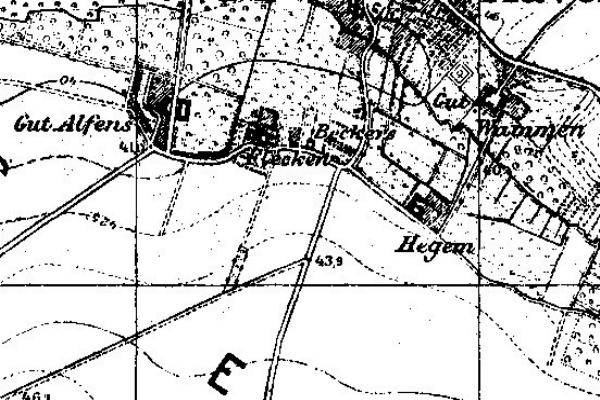
Millen-Bruch auf der Neuaufnahme von 1912

### Ortsgeschichte
Die heutige Ortschaft Millen-Bruch setzt sich aus den früheren Gehöften Gut Alfens, Beckers, Flecken und Hegems zusammen, schließt sich an Havert an und gehörte früher zum Jülicher Amt Millen. Zu Beginn des 12. Jahrhunderts lag Havert im Besitz der Herrlichkeit Wassenberg. Gerhard von Wassenberg verfügte über das Patronatsrecht an der Kirche St. Gertrud zu Havert, das er 1118 dem von ihm gegründeten Georgsstift übertrug. 1260 befand sich die örtliche Grundherrschaft und die Gerichtsbarkeit in der Hand der Herren zu Millen. Nach Übergang dieser Herrschaft an Heinsberg erscheinen Hof und Ländereien zu Havent im 14. Jh. als Heinsberger Lehen. (Haus Burg, Haus Wammen) Zum Gericht Havert gehörten Isenbruch und Schalbruch.
Millen-Bruch hatte 1828 im Verbund mit Havert etwa 550 Einwohner. Havert bildete mit Isenbruch und Schalbruch die Gemeinde Havert, die zum Amt Selfkant gehörte.
Vom 23. April 1949 bis zum 31. Juli 1963 stand der Selfkant und damit auch die Gemeinde Havert unter niederländischer Auftragsverwaltung. Am 1. August 1963 erfolgte nach Zahlung von 280 Millionen D-Mark die Rückführung.
Mit dem Gesetz zur Neugliederung von Gemeinden des Selfkantkreises Geilenkirchen-Heinsberg vom 24. Juni 1969 trat am 1. Juli 1969 folgende Gebietsänderung in Kraft.
§ 1 (1) Die Gemeinden Havert, Hillensberg, Höngen, Millen, Süsterseel, Tüddern, Wehr (Amt Selfkant) und die Gemeinde Saeffelen (Amt Waldfeucht) werden zu einer neuen amtsfreien Gemeinde zusammengeschlossen. Die Gemeinde erhält den Namen Selfkant.
§ 1 (2) Das Amt Selfkant wird aufgelöst. Rechtsnachfolgerin ist die Gemeinde Selfkant.

### Kirchengeschichte
Die Pfarre St. Gertrud Havert war mit den heutigen Millen-Bruch Isenbruch, Lind, Schalbruch und Stein eine eigenständige Kirchengemeinde. Die Bevölkerung besteht zum größten Teil aus Katholiken.
Die urkundliche Ersterwähnung der Kirche St. Gertrud in Havert ist aus den Jahren 1118 bekannt, als Gerhard von Wassenberg, der über das Patronatsrecht verfügte, dieses an das Georgsstift übertrug.
Im Zuge der Pfarrgemeindereformen im Bistum Aachen wurde die ehemals eigenständige katholische Pfarrgemeinde St. Gertrud in die Gemeinschaft der Gemeinden (GdG) St. Servatius Selfkant eingegliedert.

## Politik
Gemäß § 3 (1) der Hauptsatzung der Gemeinde Selfkant ist das Gemeindegebiet in Ortschaften eingeteilt. Millen-Brch mit Havert ist eine Ortschaft und wird nach § 3 (2) von einem Ortsvorsteher in der Gemeindevertretung vertreten. Ortsvorsteher der Ortschaft Havert ist Heinz-Josef Dahlmanns. (Stand 2013)

## Infrastruktur

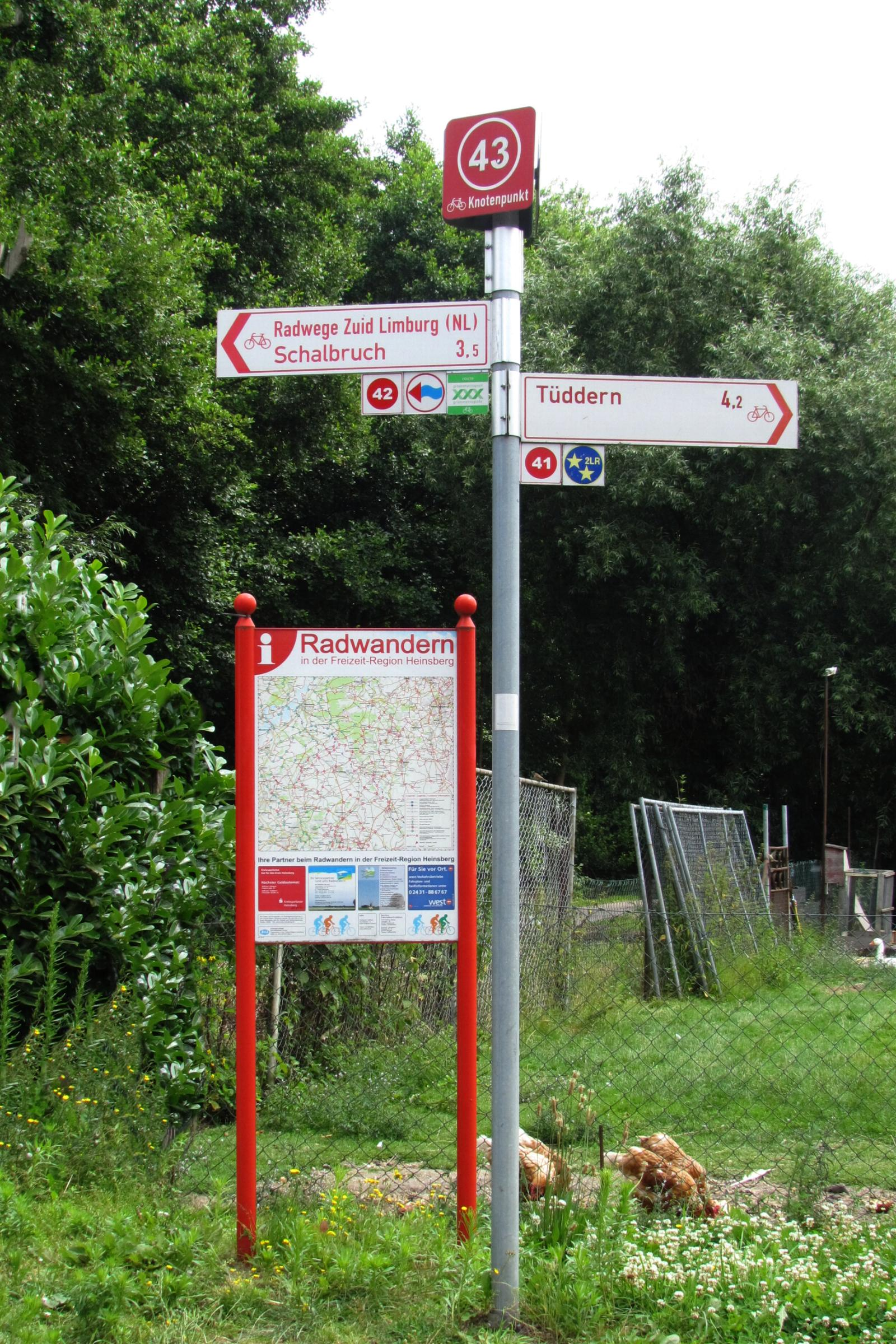
Knotenpunkt 43 in Millen-Bruch

- Es existiert ein landwirtschaftlicher Betrieb mit Tierhaltung, ein Versandhandel, ein Fußbodenverleger und einige Betriebe für Kleingewerbe.
- Der Kinderspielplatz wurde von den Ortsvereinen in Havert errichtet
- Ein Bürgerhaus für Schützen, Trommlerkorps und Feuerwehr ist in Havert
- Der Ort hat Anschluss an das Radverkehrsnetz NRW.

## Sehenswürdigkeiten
- Katholische Pfarrkirche St. Gertrud, als Denkmal Nr. 6
- Buntverglasung in der Pfarrkirche St. Gertrud

## Vereine
- Freiwillige Feuerwehr Selfkant, Löscheinheit Havert-Schalbruch
- St. Johannes von Nepomuk Schützenbruderschaft Havert
- Spielmannszug 1920 Edelweiß Havert e. V.
- Kirchenchor St. Cäcillia Havert
- Reit- und Fahrverein Selfkant-Havert
- Sportverein SV 1967 Havert-Stein e. V.
- Sozialverband VdK Deutschland – Ortsverband Selfkant betreut Havert

## Regelmäßige Veranstaltungen
- Vogelschuss der Bruderschaft
- Patronatsfest und Kirmes in Havert

## Verkehr

### Autobahnanbindung
| BAB | Streckenabschnitt        | Anschlussstelle | Entfernung |
| --- | ------------------------ | --------------- | ---------- |
| A46 | Heinsberg – Düsseldorf   | AS Heinsberg    | 15 km      |
| A44 | Aachen – Mönchengladbach | AS Aldenhoven   | 30 km      |
| A4  | Aachen – Köln            | AS Weisweiler   | 40 km      |

### Bahnanbindung
Ab Bahnhof Geilenkirchen (ca. 15 km Entfernung)
| Linie | Linienbezeichnung | Linienverlauf                              |
| ----- | ----------------- | ------------------------------------------ |
| RE 4  | Wupper-Express    | Aachen–Mönchengladbach–Düsseldorf–Dortmund |
| RB 33 | Rhein-Niers-Bahn  | Aachen–Mönchengladbach–Duisburg–Essen      |

### Busanbindung
Die AVV-Linie 438 der WestVerkehr bedient Millen-Bruch an Schultagen mit einzelnen Fahrten.
Zudem verkehrt der Multi-Bus seit dem 9. Juni 2024 kreisweit erweitert und zu einheitlichen Bedienzeiten. Mehr Informationen gibt es bei WestVerkehr.
| Linie | Linienverlauf                                                                                                |
| ----- | --- |
| 438   | Saeffelen – Kleinwehrhagen – Großwehrhagen – Höngen – Stein – Havert – Millen-Bruch – Isenbruch – Schalbruch |

## Straßennamen
An Alfens, De-Plevitz-Straße, Sandkoul